# Alie Kabba
Alie Kabba est un homme politique sierra-léonais, après avoir été ministre des Affaires étrangères en 2018 il devient ambassadeur de Sierra Leone auprès des Nations Unies en 2019. Au sein de l'ONU, il est le coordinateur du "Comité des dix" (C10) qui représente un groupe de dix pays africains défendant la position de l'Union africaine notamment s'agissant d'une réforme du Conseil de sécurité,.

## Biographie

### Jeunesse
Selon le journal The Organiser, il serait né à Koindu, dans le district de Kailahun. En mars 1985, à la suite d'une grève étudiante au Fourah Bay College, le gouvernement expulse une quarantaine d'étudiants syndiqués et quelques enseignants de l'université. Alie Kabba, alors président du syndicat étudiant, se rend à Tripoli et demande au gouvernement libyen d'entraîner des commandos sierra-léonais. Quelques groupes se rendent dans la région de Benghazi à partir d'août 1987 dans ce but. L'un des premiers à participer à ces stages de commando est Rachid Mansaray. Un autre est Foday Sankoh.
The Organiser considère que Kabba a pu introduire Foday Sankoh auprès de Charles Taylor, en 1988. C'est aussi à cette époque que Kabba se serait éloigné de Sankoh, peu avant que celui-ci ne fonde le Revolutionary United Front (RUF), futur responsable de la guerre civile au Sierra Leone. En 2016, Kabba nie farouchement avoir été membre du RUF et avoir participé à la guerre civile.

### Aux États-Unis
Installé aux États-Unis en 1991, Kabba y mène une vie d'organisateur de la communauté immigrante d'origine africaine, notamment à la tête de l'United African Organization. Il devient aussi le premier président d'origine africaine de la Illinois Coalition for Immigrant and Refugee Rights (Coalition pour les droits des immigrants et des réfugiés en Illinois). En 2012, il fait partie des «100 leaders noirs aux États-Unis».

### Retour en Sierra Leone
En 2014, il annonce son intention de se présenter à l'élection présidentielle de 2018 en Sierra Leone. Le 16 décembre 2015, il atterrit à Freetown et est arrêté peu après, accusé de bigamie par son ex-femme, Diana Konomanyi, ministre des Collectivités locales et du Développement rural. Relâché sous caution, il est à nouveau emprisonné à deux reprises à la prison de sécurité maximale de Pademba Road en décembre 2015 et janvier 2016, après avoir accusé le président Ernest Bai Koroma de népotisme et de corruption. Il est relâché le 22 janvier sous caution.

### Élections de 2018
Membre du Parti du peuple de Sierra Leone (SLPP), il se présente à l'investiture de son parti en vue de l'élection présidentielle de 2018, mais c'est Julius Maada Bio qui est désigné et Kabba devient son directeur de campagne. Après la victoire de Bio, il est nommé ministre des Affaires étrangères le 1er mai 2018.